# M/T Split 1700
M/T Split 1700 je bio trajekt za dužobalne i međunarodne linije između Italije i Hrvatske. Bio je vlasništvu hrvatsko-talijanskog brodara Blue Linea. Izgrađen je 1966. u Göteborgu, u Švedskoj. U povijesti je 2 puta promijenio vlasnika i 3 puta ime. Izrezan je u indijskom Alangu 2011.
Brod je kapaciteta 750 osoba i 150 automobila.